# Vleugeldeur (bouwkunde)

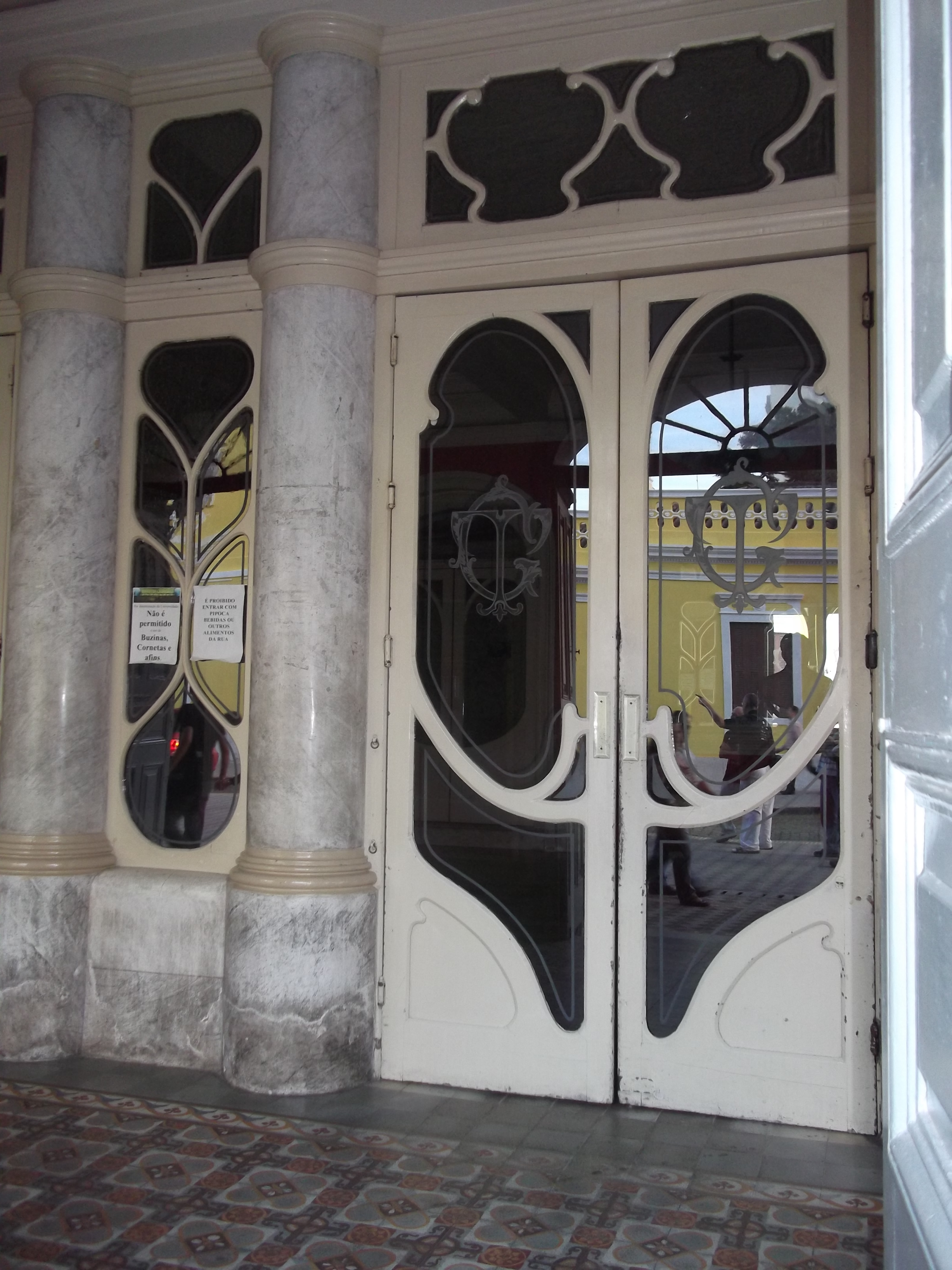
Een voorbeeld van een vleugeldeur

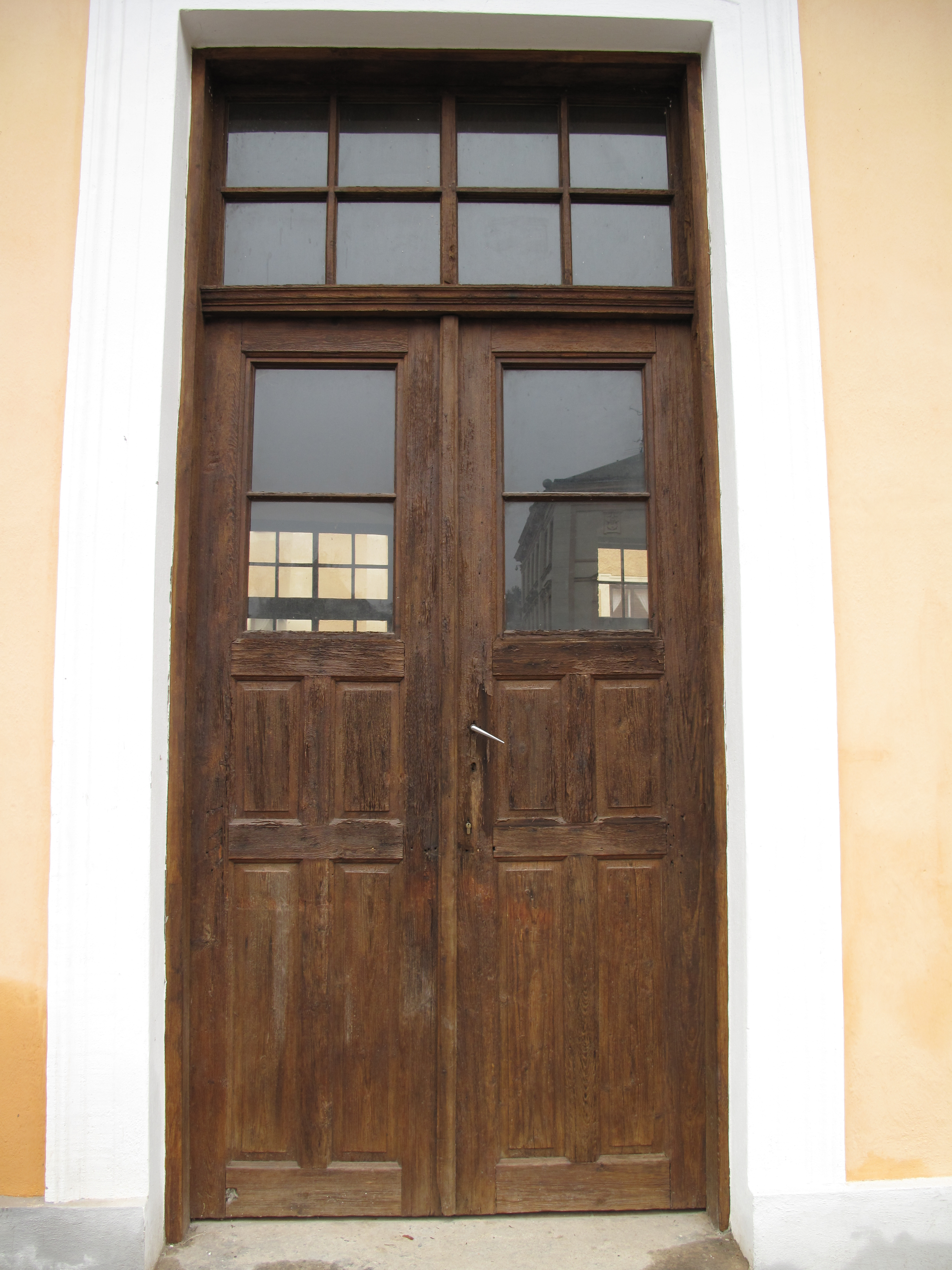
Ander voorbeeld met een naald

Een vleugeldeur is een samenstel van twee deuren zonder vaststaande middenstijl die naar elkaar toe en tegen elkaar aan sluiten. Om de kier tussen de twee deurdelen af te sluiten kan er op een deur een naald worden aangebracht: een sluitlijst die de tussenruimte tussen de deuren afdekt met name ter voorkoming van tocht. Ook de openslaande deuren met een spanjolet-sluiting, maar zonder middenstijl, zijn vleugeldeuren.
De openslaande deurtjes van een saloon zijn een bekend voorbeeld van vleugeldeuren.
Het geheel van twee deuren wordt een vleugeldeur genoemd, maar ook ieder deurdeel zelf wordt een vleugeldeur genoemd.